# بطولة آسيان لكرة القدم 2014
بطولة آسيان لكرة القدم 2014 (بالإنجليزية: 2014 AFF Championship) وتعرف أيضا باسم «بطولة سوزوكي 2014»  هي النسخة العاشرة من بطولة أسيان لكرة القدم وهي مسابقة كرة قدم دولية تتكون من الدول الأعضاء في اتحاد أسيان لكرة القدم. أقيمت في الفترة من 22 نوفمبر إلى 20 ديسمبر 2014. تم منح حق استضافة مرحلة المجموعات لسنغافورة وفيتنام. أحرزت تايلاند اللقب بفوزها على ماليزيا في النهائي المكون من مباراتين بمجموع 4-3.

## النتائج

### المجموعة الأولى
- لعبت في فيتنام.

| فريق      | لعب | ف | ت | خ | له | عليه | ف.أ | نقاط |
| --------- | --- | - | - | - | -- | ---- | --- | ---- |
| فيتنام    | 3   | 2 | 1 | 0 | 8  | 3    | 5+  | 7    |
| الفلبين   | 3   | 2 | 0 | 1 | 9  | 4    | 5+  | 6    |
| إندونيسيا | 3   | 1 | 1 | 1 | 7  | 7    | 0   | 4    |
| لاوس      | 3   | 0 | 0 | 3 | 2  | 12   | 10− | 0    |

| الفلبين                                                       | 4–1   | لاوس                  |
| ------------------------------------------------------------- | ----- | --------------------- |
| سيمون روتا 40' · فيل يونغهاسبند 45+1' · باتريك ريشلت 77'، 88' | تقرير | سايافوتثي خامفينج 21' |

| فيتنام                              | 2–2   | إندونيسيا                           |
| ----------------------------------- | ----- | ----------------------------------- |
| كيو نغوك هاي 11' · لي كونغ فينه 68' | تقرير | زامرون زولهام 33' · صامسول عارف 84' |

| الفلبين                                                                          | 4–0   | إندونيسيا |
| -------------------------------------------------------------------------------- | ----- | --------- |
| فيل يونغهاسبند 16' (ضربة جزاء) · مانويل أوت 52' · مارتن ستيوبل 68' · روب قير 79' | تقرير |           |

| لاوس | 0–3   | فيتنام                                                   |
| ---- | ----- | -------------------------------------------------------- |
|      | تقرير | فو مينه توان 27' · لي كونغ فينه 84' · نجوين هوي هونغ 88' |

| إندونيسيا                                                                                      | 5–1   | لاوس                              |
| ---------------------------------------------------------------------------------------------- | ----- | --------------------------------- |
| ايفان ديماس 8'<رمضاني ليستالوهو]] 20'، 50' · زامرون زولهام 82' · كيتسادا سوكسافانه 89' (هـ.ذ.) | تقرير | سايافوتثي خامفينج 28' (ضربة جزاء) |

| فيتنام                                                   | 3–1   | الفلبين         |
| -------------------------------------------------------- | ----- | --------------- |
| نغو هوانغ ثينه 9' · فو مينه توان 50' · فام ثانه لونغ 58' | تقرير | بول مولديرس 60' |

### المجموعة الثانية
- لعبت في سنغافورة.

| فريق     | لعب | ف | ت | خ | له | عليه | ف.أ | نقاط |
| -------- | --- | - | - | - | -- | ---- | --- | ---- |
| تايلاند  | 3   | 3 | 0 | 0 | 7  | 3    | 4+  | 9    |
| ماليزيا  | 3   | 1 | 1 | 1 | 5  | 4    | 1+  | 4    |
| سنغافورة | 3   | 1 | 0 | 2 | 6  | 7    | 1−  | 3    |
| ميانمار  | 3   | 0 | 1 | 2 | 2  | 6    | 4−  | 1    |

| ماليزيا | 0–0   | ميانمار |
| ------- | ----- | ------- |
|         | تقرير |         |

| سنغافورة    | 1–2   | تايلاند                                            |
| ----------- | ----- | -------------------------------------------------- |
| Khairul 20' | تقرير | مونغكول توساكراي 9' · كاريل كابويس 89' (ضربة جزاء) |

| ماليزيا                                  | 2–3   | تايلاند                                    |
| ---------------------------------------- | ----- | ------------------------------------------ |
| محمد عمري يحيى 28' · محمد سافيك رحيم 61' | تقرير | أديساك كريسورن 43'، 90' · كاريل كابويس 72' |

| ميانمار                                        | 2–4   | سنغافورة                                                        |
| ---------------------------------------------- | ----- | --------------------------------------------------------------- |
| كياو زاير وين 55' · كياو كو كو 62' (ضربة جزاء) | تقرير | Shaiful 15' · هاريس هارون 35'، 42' · خين ماونغ لوين 75' (هـ.ذ.) |

| تايلاند                                 | 2–0   | ميانمار |
| --------------------------------------- | ----- | ------- |
| كيسارات تانابون 12' · براكيت ديبورم 84' | تقرير |         |

| سنغافورة    | 1–3   | ماليزيا                                                               |
| ----------- | ----- | --------------------------------------------------------------------- |
| Khairul 83' | تقرير | سافي سالي 61' · محمد سافيك رحيم 90+3' (ضربة جزاء) · إندرا بوترا 90+5' |

## إحصائيات

### بطل
| بطولة آسيان لكرة القدم 2014 |
| --------------------------- |
| · تايلاند · للمرة الرابعة   |

### إحصائيات الفرق
| ترتيب           | الفريق    | لعب     | فاز     | تعادل   | خسر     | له      | عليه    | فرق     |         |
| النهائي         | النهائي   | النهائي | النهائي | النهائي | النهائي | النهائي | النهائي | النهائي | النهائي |
| --------------- | --------- | ------- | ------- | ------- | ------- | ------- | ------- | ------- | ------- |
| 1               | تايلاند   | 7       | 5       | 1       | 1       | 14      | 6       | +8      |         |
| 2               | ماليزيا   | 7       | 3       | 1       | 3       | 13      | 12      | +1      |         |
| نصف النهائي     |           |         |         |         |         |         |         |         |         |
| 3               | فيتنام    | 5       | 3       | 1       | 1       | 12      | 8       | +4      |         |
| 4               | الفلبين   | 5       | 2       | 1       | 2       | 9       | 7       | +2      |         |
| مرحلة المجموعات |           |         |         |         |         |         |         |         |         |
| 5               | إندونيسيا | 3       | 1       | 1       | 1       | 7       | 7       | 0       |         |
| 6               | سنغافورة  | 3       | 1       | 0       | 2       | 6       | 7       | –1      |         |
| 7               | ميانمار   | 3       | 0       | 1       | 2       | 2       | 6       | –4      |         |
| 8               | لاوس      | 3       | 0       | 0       | 3       | 2       | 12      | –10     |         |

## الملاعب
| كالانغ, سنغافورة        | كالانغ, سنغافورة    | هانوي, فيتنام                | هانوي, فيتنام          |
| ----------------------- | ------------------- | ---------------------------- | ---------------------- |
| الملعب الوطني، سنغافورة | استاد جالان بيسار   | ملعب ماي دينه الوطني         | ملعب هانغ دي           |
| السعة: 55,000           | السعة: 8,000        | السعة: 40,192                | السعة: 22,500          |
| National Stadium        | Jalan Besar Stadium | Mỹ Đình National Stadium     | Hàng Đẫy Stadium       |
| بانكوك, تايلاند         | شاه عالم, ماليزيا   | كوالالمبور, ماليزيا          | مانيلا, الفلبين        |
| ملعب راجامانغالا        | ملعب شاه عالم       | الملعب الوطني، بوكيت جليل    | ملعب ريزال التذكاري    |
| السعة: 49,722           | السعة: 69,372       | السعة: 100,200               | السعة: 12,873          |
| Rajamangala Stadium     | Shah Alam Stadium   | Bukit Jalil National Stadium | Rizal Memorial Stadium |

## روابط خارجية
- بطولة آسيان لكرة القدم 2014 على موقع IMDb (الإنجليزية)